# Усна хармоника
Усна хармоника је, почетком XIX века, настала у Немачкој. Направљена од метала и дрвета, а најмањи је музички инструмент који је веома једноставан за руковање. Тонови различитих висина, код усне хармонике се добијају издисајем и удисајем ваздуха кроз њену унутрашњост, а преклапањем шаке преко инструмента се добија ефекат вибрирања и неке врсте еха. 

## Историја инструмента
Пре више од 5000. година у Кини је постојао музички инструмент Sheng - Шенг који је функционисао по принципима данашње усне хармонике. Инструмент Шенг је био направљен од бамбусове трске, а тонови су се производили дувањем ваздуха кроз отворе различитих пречника и дужина. Тај инструмент се развијао кроз векове, а постоји и дан данас . У Европи је 1821. год. мајстор Friedrich Buschmann из Берлина направио нешто што би било прототип данашње усне хармонике. Одмах потом, због свог необичног и новог звука, као и лакоће са којом се свирало, усна хармоника постаје врло популаран инструмент, тако да је, увидевши могућност велике продаје, немачки сајџија Matthias Hohner је почео са производњом усне хармонике у комерцијалне сврхе. 
После освајања тржишта Европе и Северне Америке, као и велике популарности инструмента, најстарији син Matthias-а Hohner-а, Jakob Hohner 1986. године, на тржиште избацује нови модел усне хармонике хармонике Marine Band. То је мала диатонска хармоника и садржи тонове само једне дур скале, популарно названа пиколо. Опсег тонова Marine Band-а су 3 октаве, а била је уштимована по Richter-ovom систему. Популарност овог новог типа усне хармонике је била огромна, тако да је она имала јединствено и значајно место у стварању blues-а. Управо је блуз и музичари, већином црнци, открио невероватне могућности тог малог инструмента, могућности које нису биле познате ни самом произвођачу. Нови, отегнути вибрирајући и завијајући звук – „савијање тонова“, доноси овом инструменту невероватно велику популарност.
Richter-ово штимовање усне хармонике има неке специфичности, а редослед тонова лествице се није мењао од 1876. године па све до данашњих дана. Већина, негде око 75% свих усних хармоника данас, су Richter-овог типа, а зову се још и дијатонске, или појединачно тониране усне хармонике. Штимовање Richter-овог типа усне хармонике подразумева да се у средини налази основна октава, док са леве стране налази хармонијска октава, а са десне мелодијска октава. Хармонијска октава свира се у пољима од један до три, и то из C - дура. Тонови F и А недостају, а тон G се појављује у другом пољу и то приликом удисаја ваздуха и трећем код издисаја ваздуха. Избацивањем тонова F и А из хармонијске октаве добијају се тонови C, Е,G или C-дур акорд - приликом удисаја ваздуха и тонови Д,G, А или G-дур акорд - код издисаја ваздуха. Избачени тонови F и А, којих нема на усној хармоници, могу се добити техником савијајућег звука– савијањем тонова. Док основна октава остаје непромењена, мелодијској октави недостаје тон H који је избачен – он би морао стајати у непостојећем пољу једанаест и то приликом удисања ваздуха. Све ово изгледа поприлично компликовано и напорно, али, приликом употребе и у пракси све то добија свој пуни смисао и делује веома једноставно. 
| удисање           | C | E | G | C | E | G | C | E | G | C  | draw |
| поље на хармоници | 1 | 2 | 3 | 4 | 5 | 6 | 7 | 8 | 9 | 10 | hole |
| издисање          | D | G | H | D | F | A | H | D | F | A  | blow |

| C | CI | CII | CIII | CIIII |

## Техника свирања
За разлику од других инструмената на којима се ваздухом добијају тонови, усна хармоника нема дирке, већ устима, језиком и ваздухом из плућа стварамо тонове. Држање инструмента је једноставно - између палца и кажипрста или домалог прста руке. Другом шаком се затвори шака у којој се држи усна хармоника и, по потреби, отварајући и затварајући ту шаку испушта се ваздух како би добили ефекти вибрирајућег ехо звука. Постоји неколико начина свирања усне хармонике:
- Блокирање уснама

Хармоника се прислони уснама, а уста се отворе таман толико да покрију три поља на хармоници. Из водоравног положаја, хармонику треба окренете према горе, за око 30 до 45 степени, тако да горња усна дође до пола горњег дела хармонике. Приликом удисања или издисања ваздуха доња усна блокира два поља која су са стране, а чисти тон даје средње поље. На овај начин је могуће исправно одсвирати и вибрирајуће ехо тонове. 
- Блокирање језиком

Ово се сматра једном од тежих техника свирања усне хармонике и употребљава се за добијање одређених ефеката. Код ове технике је најважније научити блокирање – затварање поља - са леве стране ради добијања чистих тонова на десној страни и обрнуто. Због брзе промене поља и преласка са десне на леву страну код овог начина свирања је неопходно много вежбања.
- Звиждук

На поље које желите одсвирати приносите усне и звиждите. Притиском на отвор поља добијате чист тон, јер тако скупљеним уснама се не може добити мешање са другим пољима јер су затворена. Ово се сматра за једну од најлакших техника за добијање вибрирајућег ехо звука.
- „У“ блокирање

Језик треба обликовати – савити у слово „У“, а затим га принети усној хармоници испод тона које се жели одсвирати, да би тај тон био чист треба да се блокира лево и десно поље.
- Вибрирајући ехо звук - савијање тонова

Ово је начин свирања који је утицао да блуз постане толико популаран, а сматра се да је једна од тежих техника свирања. Увлачењем ваздуха из само једнога поља, мора се добити чисти тон, а усисавањем ваздуха из поља, и мењањем положаја језика, као и положаја усне шупљине обликује се тон по жељи - вибрирајући ехо. 

## Медицинска употреба
Свирање на хармоници захтева снажно удисање и издисање против отпора. Ова акција помаже у развоју јаке дијафрагме и дубоког дисања користећи целу запремину плућа. Специјалисти за плућа су приметили да свирање на хармоници подсећа на врсту вежби која се користи за рехабилитацију пацијената са COPD, као што је коришћење PFLEX инспираторног мишићног тренера или инспираторног спирометра. Учење свирања музичког инструмента такође нуди мотивацију поред компоненте вежбања. Многи програми плућне рехабилитације су стога почели да укључују хармонику.
Када је председник Роналд Реган доживео пробушено плућно крило у покушају убиства 1981. године, његов терапеут за дисање био је Хауард Макдоналд из Кембриџ хармоника оркестра. Директор оркестра Пјер Борегар надао се да ће им Реганово искуство у терапији на хармоници помоћи да добију прилику да свирају у Белој кући, али се то никада није догодило.

## Познати музичари усне хармонике
- Сони Тери
- Сони Бој Вилијамсон II
- Стивен Тајлер
- Џон Попер
- Биг Волтер Хортон
- Џорџ „Хармоника” Смит
- Тутс Тилеманс